# 1988年の宝塚歌劇公演一覧
本項目では、1988年の宝塚歌劇公演一覧（1988ねんのたからづかかげきこうえんいちらん）について示す。

## 宝塚大劇場公演
（）内は、作者または演出者名。参考資料は90年史。

### 雪組
- 1月1日 - 2月16日
  - 『風と共に去りぬ』（植田紳爾　脚本・演出）

### 星組
- 2月19日 - 3月29日
  - 『炎のボレロ』（柴田侑宏）
  - 『Too Hot!』（三木章雄）

### 花組
- 3月31日 - 5月10日
  - 『キス・ミー・ケイト』（岡田敬二　脚本・演出）

### 月組
- 5月13日 - 6月28日
  - 『南の哀愁』（内海重典）
  - 『ビバ!シバ!』（草野旦）

### 雪組
- 7月1日 - 8月9日
  - 『たまゆらの記』（柴田侑宏）
  - 『ダイナモ!』（小原弘稔）

### 星組
- 8月11日 - 9月27日
  - 『戦争と平和』（植田紳爾　脚本・演出）

### 花組
- 9月30日 - 11月8日
  - 『宝塚をどり讃歌'88』（植田紳爾）
  - 『春ふたたび』（植田紳爾）
  - 『フォーエバー!タカラヅカ』（小原弘稔）

### 月組
- 11月11日 - 12月20日
  - 『恋と霧笛と銀時計』（大関弘政）
  - 『レインボー・シャワー』（酒井澄夫）

## 東京宝塚劇場公演
（）内は、作者または演出者名。参考資料は90年史。

### 月組
- 3月3日 - 3月30日
  - 『ME AND MY GIRL』（小原弘稔　脚本・演出）

### 雪組
- 4月3日 - 4月29日
  - 『風と共に去りぬ』（植田紳爾　脚本・演出）

### 星組
- 6月3日 - 6月29日
  - 『炎のボレロ』（柴田侑宏）
  - 『Too Hot!』（三木章雄）

### 花組
- 7月3日 - 7月31日
  - 『キス・ミー・ケイト』（岡田敬二　脚色・演出）

### 月組
- 8月4日 - 8月30日
  - 『南の哀愁』（内海重典）
  - 『ビバ!シバ!』（草野旦）

### 雪組
- 11月3日 - 11月29日
  - 『たまゆらの記』（柴田侑宏）
  - 『ダイナモ!』（小原弘稔）

### 星組
- 12月3日 - 12月27日
  - 『戦争と平和』（植田紳爾　脚本・演出）

## 宝塚バウホール公演
（）内は、作者または演出者名。参考資料は90年史。

### 星組
- 1月2日 - 1月10日
  - 『ハッピー・ドリーミング』（酒井澄夫　構成・演出）

### 月組
- 1月15日 - 1月26日
  - 『リラの壁の囚人たち』（小原弘稔）

### 花組
- 2月6日 - 2月21日
  - 『ベルベット・カラー』（草野旦）

### 雪組
- 2月28日 - 3月15日
  - 『レッドヘッド』（太田哲則　脚色・演出）

関連
1959年、ニューヨークの46丁目劇場初演のミュージカル・レッドヘッド。Readhead(musical)英語版。

### 星組
- 4月17日 - 5月5日
  - 『セレブレーション』（村上信夫　脚色・演出・訳詞）

### 花組
- 5月29日 - 6月13日
  - 『タイム・アダージオ』（小池修一郎）

### 専科・月組
- 7月8日 - 7月16日
  - 『永遠物語』（草野旦　脚色・演出）

### 雪組
- 8月28日 - 9月13日
  - 元禄続き狂言『おもかげ草紙』（谷正純）
  - 主な楽曲 おもかげ草紙

初代・坂田藤十郎の若き日を描く作品。

関連
- 近松門左衛門「夕霧名残の正月」

### 月組
- 9月22日 - 10月7日
  - 『サウンド・オブ・ミュージック』（三木章雄　脚色・演出）
  - 主演 春風ひとみ 退団公演
  - 主な出演者 トラップ大佐(ゲオルク・フォン・トラップ)  郷真由加・マリア(マリア・フォン・トラップ)  春風ひとみ・大和なつ希・波音みちる・千田真弓・八汐祐季・若央りさ・若菜あん・東三智・雪邑響子・いつき吟夏・夏妃真美・若木萌・蘭玲花・真代朋奈・穂高つゆき・篠原ゆい・美雪茜・登羽歩・詩織みき・聖花桜子・白馬麗・毬菜友・大原ゆうか・大海ひろ・木南あづさ・朝吹南・麻乃佳世・時由布花・花丘美幸

### 星組
- 10月22日 - 11月7日
  - 『ミッドナイト・シティ・ロマンス』（中村暁）

### 雪組
- 12月18日 - 12月25日
  - 『ツーロンの薔薇』（小原弘稔）
  - 主な楽曲 あの日の様に

## その他の日本公演
（）内は、作者または演出者名。参考資料は90年史。

### 花組・特別
- 1月9日 - 1月12日　東京・日本青年館
  - 『不思議なカーニバル』（太田哲則）

### 月組
- 2月3日 - 2月11日　名古屋・中日劇場
  - 『ME AND MY GIRL』（小原弘稔　脚色・演出）

### 雪組・特別
- 2月25日 - 2月29日　東京・日本青年館
  - 『リプライズ!』（岡田敬二）

### 星組
- 4月14日 - 4月29日　市川、千葉、藤沢、綾瀬、水戸、いわき、前橋、大宮、久喜、郡山、喜多方、大津
  - 『華麗なるファンタジア』（太田哲則）
  - 『タカラヅカ・フォーリーズ』（小原弘稔）

- 5月1日 - 5月5日　福岡市民会館
  - 『華麗なるファンタジア』（太田哲則）
  - 『タカラヅカ・フォーリーズ』（小原弘稔）

### 雪組・特別
- 5月9日 - 5月18日　東京・青山劇場
  - 『レッドヘッド』（太田哲則　脚色・演出）

### 雪組
- 9月3日 - 9月25日　一宮、瀬戸、町田、坂戸、美濃加茂、豊田、伊勢、新城、甲府、調布、大宮、伊勢崎、立川、銚子、東金、習志野、茨城県神栖
  - 『大江山花伝』（柴田侑宏　脚本・演出）
  - 『ザ・レビュー・スコープ』（横澤英雄）

### 月組・特別
- 9月18日 - 9月21日　東京・簡易保険ホール
  - 『リラの壁の囚人たち』（小原弘稔）

- 9月23日　名古屋・愛知文化講堂
  - 『リラの壁の囚人たち』（小原弘稔）

### 星組
- 10月15日 - 11月6日　江南、安城、多摩、鹿沼、野洲、鯖江、金沢、広島、福山、高松、徳山、福岡、都城、延岡、宮崎、人吉、鹿児島
  - 『華麗なるファンタジア』（太田哲則）
  - 『タカラヅカ・フォーリーズ』（小原弘稔）